# يوري لنتشاكوف
يوري لنتشاكوف (بالروسية: Лончаков, Юрий Валентинович)‏ (و. 1965 – م) هو مهندس، ورائد فضاء، وطيار من روسيا . ولد في بالخاش (مدينة).

## ريادة الفضاء
شارك في المهمات الفضائية:
- STS-100
- سويوز تى ام ايه-13
- البعثة 18
- Soyuz TMA-1
- Soyuz TM-34.

## التعليم
تعلم في الأكاديمية العسكرية لمهندسي القوات الجوية، وOrenburg Military Aviation Piloting High School

## الخدمة العسكرية
خدم في القوات الجوية الروسية.

## جوائز
حصل على جوائز منها:
- بطل الاتحاد الروسي (وسام)
- Order For Services to the Fatherland 4th degree
- Medal "For Merit in Space Exploration".